# Zatch Bell! Mamodo Fury
Zatch Bell! Mamodo Fury (金色のガッシュベル!! 激闘!最強の魔物達, Konjiki no Gash Bell!! Gekitou! Saikyou no mamonotachi, lit. "Gash Bell Dourado!! Confronto! Os Mais Fortes Demônios") é um jogo eletrônico de luta lançado para PlayStation 2. A versão japonesa foi originalmente publicado pela Bandai no final de 2005, após a fusão com a Namco, mas antes da formação da Namco Bandai Games. As versões internacionais subsequentes e as versões GameCube foram publicados sob a Namco Bandai Games. O jogo é baseado na franquia de mangá Zatch Bell!.

## Jogabilidade
São 39 times compostos por mamodos e humanos dos quais a maioria não e jogável. Em Story Mode aparece um modo com 40 levels, e só o Zatch e Kiyo são personagens jogáveis.

## Enredo
A cada mil anos, cem Mamodos habitantes de um mundo paralelo chamado mundo Mamodo são enviados à Terra para batalharem uns contra os outros, a fim de que o último que restar se torne o rei de seu mundo. Eles carregam consigo um livro, escrito com letras estranhas que, na verdade, são magias não reveladas que liberam um poder oculto do Mamodo; quando despertadas, essas magias se tornam possíveis de serem lidas, e o humano guardião pode ativá-las. Com o tempo e enfrentando batalhas, mais magias vão sendo reveladas no livro e assim o Mamodo fica mais forte. O poder dessas magias também dependem da vontade do Mamodo e de seu guardião. Porém, se o livro for destruído por outro Mamodo, ele retorna para o seu mundo e perde a chance de se tornar rei.
Kiyomaro Takamine é um jovem gênio japonês de 14 anos que é isolado na escola por seu intelecto. Como resultado, ele é socialmente inapto e tem dificuldade em fazer amigos. Preocupado, o pai de Kiyo, um professor residente na Inglaterra envia um jovem rapaz chamado Zatch Bell para ajudá-lo. O pai de Kiyo encontrou Zatch gravemente ferido em uma floresta próxima, onde ele havia perdido completamente toda memória do seu mundo, e só sabe o próprio nome (isso acontece quando ele ainda estava na Inglaterra, e ainda não tinha encontrado Kiyomaro). Juntos eles terão grandes aventuras, tentando descobrir mais sobre o passado de Zatch e as batalhas.